# Schuyler Carron
Schuyler Anthony Carron (Lyon Mountain, 24 de agosto de 1921-Plattsburgh, 15 de junio de 1964) fue un deportista estadounidense que compitió en bobsleigh. Participó en los Juegos Olímpicos de Sankt Moritz 1948, obteniendo una medalla de bronce en la prueba doble.

## Palmarés internacional
| Juegos Olímpicos | Juegos Olímpicos     | Juegos Olímpicos  | Juegos Olímpicos |
| Año              | Lugar                | Medalla           | Prueba           |
| ---------------- | -------------------- | ----------------- | ---------------- |
| 1948             | Sankt Moritz (Suiza) | Medalla de bronce | Doble            |